# ریچارد مادن
ریچارد مادن (به انگلیسی: Richard Maden) (زادهٔ ۲۱ سپتامبر ۱۹۷۲) شناگر اهل بریتانیا است.